# Франк, Йозеф (архитектор)
Йо́зеф Франк (нем. Joseph Frank; 15 июля 1885, Баден (Нижняя Австрия) — 8 января 1967, Стокгольм, Швеция) — австрийский и шведский архитектор еврейского происхождения.
Родился в семье его родителями были торговца Игнаца (Исаака) Франка (17 октября 1851 — 27 января 1921, Вена), и его жены Йенни Фейлендорф, выходцев из Венгрии. Йозеф Франк изучал архитектуру в Венском техническом университете с 1903 года, прошел стажировку у Бруно Мёринга в Берлине в 1908 году и получил докторскую степень в 1910 году на основе своей диссертации о теоретике архитектуры эпохи Возрождения Леоне Баттисте Альберти.
Работал с Оскаром Штрнадом и был связан с Венским кружком. В 1933 году он переехал в Швецию и получил шведское гражданство. В том же году он принял участие во Всемирной выставке в Нью-Йорке 1939 года и оформил помещение в шведском павильоне для стокгольмской дизайнерской компании Svenskt Tenn, в которой затем много лет работал. В 1934 году он разработал рояль для Bösendorfer.
В 1965 году ему была присуждена Большая государственная награда Австрии по архитектуре.